# Sporidesmiella longissima
Sporidesmiella longissima är en svampart som beskrevs av P.M. Kirk 1982. Sporidesmiella longissima ingår i släktet Sporidesmiella och familjen Melanommataceae.   Inga underarter finns listade i Catalogue of Life.